# Egle pseudosteini
Egle pseudosteini är en tvåvingeart som beskrevs av Griffiths 2003. Egle pseudosteini ingår i släktet Egle och familjen blomsterflugor. Inga underarter finns listade i Catalogue of Life.